# Пуми (порода собак)
Пуми (венг. pumi) — порода пастушьих собак средних размеров, сформировавшаяся в начале XVIII века в Венгрии.
Пуми довольно давно неофициально признана национальной гордостью Венгрии и имеет очень высокую популярность у себя на родине. В 2016 году эта порода была официально признана национальным достоянием Венгрии.
В прошлом использовалась как пастушья собака в Венгрии. Порода Пуми это результат нескольких сотен лет скрещивания собак породы пули с немецкими и французскими овчарками со стоячими ушами и собаками терьерного типа из Германии и Франции. Эта порода была отделена от пули и получила свою племенную книгу в начале 1900-х годов.

## История породы
Пуми является родственной с ещё одной венгерской пастушьей породой собак — пули. Формирование пород происходило в общих условиях, и в течение долгого времени собаки этих пород скрещивались между собой.
Формирование собак этого типа началось в конце XVI века, когда Венгрия начала вести активную торговлю с Францией и Германией. Мадьярские региональные пастушьи, названные в дальнейшем собаками мадьярского типа, смешивались в ходе торговых путешествий, в которых они сопровождали в том числе продаваемый скот, с местными французскими и немецкими пастушьими собаками. Смешивание происходило преимущественно с жёсткошёрстными и длинношёрстными собаками, родственными современным бриарам и ховавартам. Также в крови пуми (как и пули) присутствуют такие породы, как померанский пудель (порода является исчезнувшей с 1935 года) и немецкие шпицы.
В начале XVIII века в Венгрии была начата целенаправленная работа по формированию пород пастушьих собак, наиболее приспособленных для работы в горных регионах Венгрии. С этого периода к той линии собак, которая впоследствии сформировалась в породу пуми, начали приливать крови терьеров для улучшения чутья и кровь пуделей для формирования более выраженного фенотипа.
Впервые название породы пуми появилось в 1801 году. Происходит оно от немецкого слова «pummel» (щенок), что должно было отображать тот факт, что эти собаки, несмотря на свои высокие рабочие качества, имеют небольшой размер и внешность, в течение всей жизни напоминающую по строению скорее щенка, чем взрослую собаку.
Первые стандарты пуми и пули были написаны доктором Эмилем Райтсисом в 1910 году. Доктор Райтсис являлся основателем и ведущим профессором Венгерского университета ветеринарной медицины.
Первое официальное признание порода получила также в Венгрии, это произошло в 1920 году. В 1935 году порода пуми получила международное признание кинологической федерации FCI.
В период Второй мировой войны собаки этой породы активно использовались в армии, что привело к тому, что большая часть поголовья была потеряна в результате их гибели на полях сражений. Активное восстановление численности собак этой породы началось в пятидесятых годах двадцатого века. В процессе работы по увеличению поголовья к остававшимся на тот момент представителям породы приливались крови пули и различных охотничьих терьеров. Это привело к тому, что фенотип собак этой породы несколько изменился по сравнению с тем, какими они были в довоенный период, поэтому в стандарт породы были внесены некоторые изменения. Правки в официальный стандарт, принятый федерацией FCI, были внесены дважды в ходе работы над восстановлением поголовья пуми — в 1954 и 1966 годах.
С конца XX века пуми начала активно обретать популярность и за пределами родины. В 1970-е годы она получила распространение в Финляндии, Нидерландах и Швеции как служебная и спортивная собака. Оттуда пошло распространение пуми и по другим европейским странам.
В России пуми пока остаются малораспространёнными.

## Внешний вид
Собаки среднего роста и квадратного формата с кудрявой, косматой шерстью средней длины. Движение пружинистые, лёгкие. Эти собаки производят впечатление настороженного, энергичного животного. Своим силуэтом и манерой движения пуми напоминают охотничьих терьеров.
Пуми имеют сухой крепкий тип телосложения. Для них не характерны рыхлость или избыточная обмускуленность.
Голова удлинённой формы, морда узкая. Лоб округлый, хорошо выражен, переход ото лба к морде плавный. Скулы хорошо выражены, челюстные мышцы хорошо развиты. Нос прямой, без горбинки. Мочка носа узкая, небольшого размера. Губы сухие, плотно прилегают к зубам. Мочка носа, губы и веки имеют строго чёрную окраску.
Глаза широко расставлены, раскосые, миндалевидной формы, среднего размера. Веки чёрные, плотно прилегают к роговице. Допустимыми цветами глаз являются все оттенки коричневого и янтарного. Оттенок окраски роговицы гармонирует с цветом и интенсивностью окраса собаки.
Над глазами хорошо развит жёсткий украшающий волос, формирующий характерные для породы брови, придающие немного угрюмый вид собакам этой породы. Расположение шерсти на голове и морде такого, что за счёт сформированных усов, а также очёсов на скулах и бороде формируется квадратный силуэт морды, создающий ощущение, что голова собаки крупнее, чем она есть на самом деле. При этом анатомическое строение морды на самом деле таково, что она довольно узкая, выраженно уже и легче, чем у терьеров, с которыми внешне схожи пуми.
Уши высоко посажены, полустоячие, с мягким свисающим кончиком, среднего размера. Покрыты густой, мягкой и длинной шерстью, которая сглаживает анатомическую остроту форм ушей, обеспечивая плавный переход от головы к уху.
Шея средней длины, очень мускулистая, высоко посаженая, тонкая. Заметный кожный подвес отсутствует. Холка высокая, хорошо выраженная, длинная.
Корпус квадратного формата, выраженного сухого сложения, при этом за счёт шерсти корпус кажется довольно широким и массивным. Особенностью сложения пуми является выраженная костистость с выраженными маклоками и позвонками, хорошо заметными при прощупывании, но при визуальном наблюдении собаки скрытыми за счёт её шерсти.
Спина прямая, без провисов, хорошо обмускуленная, с короткой сильной поясницей и слабо выраженным крупом.
Грудь узкая, рёбра плоские, при этом сама грудная клетка глубокая и длинная, с хорошо развитой костью грудины. Живот хорошо подтянут, переход от грудной клетки к животу плавный.
Хвост высоко поставлен, может иметь два варианта формы — выраженную серповидную форму либо быть свёрнутым в кольцо.
Передние конечности прямые, имеют строго вертикальный постав, расположены близко друг к другу. Плечи и лопатки хорошо выражены и легко прощупываются. Локти низко опущены, обеспечивают хорошую подвижность лапы. Суставы очень сильно выражены.
Задние конечности заметно вынесены из-под корпуса, имеют длинное и сильное бедро и хорошо выраженный скакательный сустав с чёткими контурами угла сочленения. Лапы округлые, с плотно собранными короткими пальцами. Подушечки толстые, плотные. Цвет когтей и подушечек на лапах всегда только чёрный или очень тёмно-серый. Прибылые пальцы являются нежелательными, в случае их появления подлежат удалению.
Шерсть очень густая, набивная, плотная. Остевой волос чуть волнистый, упругий, при этом он не должен быть чрезмерно жёстким. Подшёрсток мягкий, пуховый, формирующий плотную набивку. Шерсть пуми не должна быть распадающейся на отдельные пряди или скатанной в шнуры. Средняя длина шерсти — 5—7 сантиметров, при этом на спине, боках и бёдрах остевой волос более длинный. На морде и лапах шерсть короче, чем в остальных местах.
Окрас пуми всегда должен быть зонарным, согласно требованиям стандарта, но при этом цвет может быть любым — серый, бурый, рыжий (красный), кремовый разных степеней интенсивности, а также буро-чёрный. При этом окрас шерсти должен быть таким, чтобы разница в цвете остевого волоса и подшёрстка всегда была заметна. Допускается также наличие чистого белого окраса, а также наличие небольших белых отметин на других типах окрасов. Белые отметины могут находиться в районе пальцев, на груди и животе.
Особенностью пуми является яркая чёрная или яркая серая окраска кожи при любом окрасе, включая и белый.
Щенки всегда рождаются чёрными или затенёнными до почти чёрного цвета, а их окончательный окрас формируется в период полового созревания. Полноценно окрас пуми складывается к возрасту около двух лет.

## Характер
Характер пуми активный, энергичный, они обладают легковозбудимым темпераментом. Ориентированы на человека и очень привязчивы, легко социализируются. К посторонним относятся недоверчиво, но без агрессии. После того, как собака привыкнет к новому человеку, она будет легко контактировать с ним, в том числе и в отсутствие хозяев.
Очень игривы как в щенячестве, так и во взрослом возрасте. Также им свойственно активное проявление любопытства. В темпераменте этих собак процессы возбуждения значительно преобладают над процессами торможения, вследствие чего они являются азартными и увлекающимися животными. Это может создать трудности с освоением команд, так как собаки легко переключают внимание с работы на окружающее пространство. Также это приводит к тому, что даже хорошо обученную собаку этой породы крайне сложно остановить подачей команды, поэтому при занятиях с ними очень важно делать акцент на выработку послушания и внимания к хозяину.
Также в силу своего темперамента и высокой активности пуми склонны к шуму и деструктивному поведению, поэтому им требуется организация длительного выгула с разнообразными умственными и физическими нагрузками на протяжении всего времени прогулки. Во время пребывания дома, а особенно в квартире, им необходимо обеспечить наличие большого количества привлекательных для животного игрушек, а также время от времени предлагать им различные виды занятости, которые могут увлечь пуми и заставить её растратить свою энергию. Этим собакам практически противопоказано оставаться надолго в одиночестве, поэтому заводить пуми не стоит тем, кто мало времени проводит дома.
Стоит отметить, что пуми как пастушья порода склонны к пастьбе, в том числе при содержании в домашних условиях. Это выражается в облаивании и возможном покусывании быстро движущихся или удаляющихся от собаки людей и животных, а также в аналогичных действиях в адрес членов семьи, в том числе детей. В этом случае собака не проявляет агрессию, которая им совершенно не свойственна, а стремится собрать вместе и успокоить тех, кого она считает своими подопечными.
Помимо пастушьего инстинкта, у пуми также хорошо развит охранный территориальный инстинкт. Как правило, это выражается в облаивании посторонних при их приближении к территории или заходе на неё, а также в активном окарауливании территории. Они обладают хорошим нюхом и проявляют высокую внимательность в отношении этих действий, на которые, в том числе, могут отвлечься от обучения или выполнения других команд.
При всей контактности, ласковости и общительности с членами семьи пуми достаточно своенравны и самостоятельны в принятии решений. При этом им не характерно проявление доминативной агрессии и жёстких попыток установления социальной иерархии в свою пользу. К детям и другим домашним животным они не проявляют агрессии, но могут демонстрировать проявление охотничьего инстинкта в отношении грызунов.
Пуми обладают высоким интеллектом и, несмотря на свои особенности характера, могут демонстрировать очень высокие показатели в обучении и дрессировке. Они способны запоминать большое количество команд и сложных комплексных действий, требующих от собаки выполнения целого ряда задач в рамках одной поданной команды.

## Содержание и уход
Пуми неприхотливы в условиях содержания, и подходят как для того, чтобы держать их в частном доме, так и для квартирного содержания. Благодаря своей шерсти, которая почти не промокает, эти собаки легко переносят как низкие, так и высокие температуры. Для квартирного содержания они удобны ещё и потому, что в силу особенностей структуры, их шерсть практически не сыпется даже в период линьки.
Уход за шестью пуми обязательно включает в себя удаление отмершего волоса, который не убирается самостоятельно. При этом формировать их шерсть можно по одному из двух типов — естественная структура шерсти (в этом случае шерсть сваливается мелкими прядками) или постоянное вычёсывание (выставочный вариант состояния шерсти). В первом случае владельцу потребуется делать тримминг (выщипывание отмершего волоса) два-три раза в месяц и проводить гигиеническую стрижку по мере необходимости, во втором случае необходимо тщательно расчёсывать шерсть собаки минимум два-три раза в неделю, уделяя особое внимание расчёсыванию подшёрстка для формирования набивной подушки для остевого волоса. Также во втором случае требуется стрижка на длину от 5 до 8 сантиметров и поддержание этой длины шерсти. При проведении стрижки у собаки формируются чёткие геометрические линии силуэта, которые являются требованием выставочного стандарта.
Важно учитывать, что у пуми очень быстро растут когти, на длину которых нужно постоянно обращать внимание и подстригать по мере необходимости. Ориентироваться на привычную по другим породам частоту стрижки когтей в случае с собаками этой породы нельзя.
Пуми нуждаются в длительном и активном выгуле с регулярными занятиями.
Специфических генетических заболеваний у собак этой породы не выявлено. С возрастом в силу высокой подвижности и активности у собак этой породы часто встречаются артрозы и приобретённая дисплазия.

## Применение
Традиционно пуми используются в качестве пастушьих собак и собак для окарауливания территорий. Пуми подходят для пастьбы любого вида скота.
В XX веке пуми также приобрели популярность в качестве собак-компаньонов и спортивных собак для таких видов собачьего спорта, как аджилити и танцы с собаками. Также они показывают хорошие результаты в различных видах соревнований на послушание.
Используются пуми и в качестве охотничьих собак на мелкую и среднюю дичь.
На фермах и при содержании в частных домах они также могут исполнять роль собак-крысоловов.
Хорошее чутьё и заинтересованность в работе сделали этих собак популярными и для применения в полиции, армии и службах спасения. Наибольшее распространение в этом качестве они имеют у себя на родине в Венгрии, а также в США.